# کوه کو
کوه کو (روسی: Ко) یک کوه در سرزمین خاباروفسک کشور روسیه است.